# Forsterinaria quantius
Forsterinaria quantius is een vlinder uit de onderfamilie Satyrinae van de familie Nymphalidae.
De voorvleugellengte  van de imago bedraagt 24 tot 26 millimeter. De soort komt voor in het zuidoosten van Brazilië, Paraguay en het noordoosten van Argentinië.
De wetenschappelijke naam van de soort is voor het eerst geldig gepubliceerd in 1824 door Jean Baptiste Godart.